# Aegus preangerensis
Aegus preangerensis es una especie de coleóptero de la familia Lucanidae.

## Distribución geográfica
Habita en Java (Indonesia).